# Hr.Ms. Van Speijk (1941)

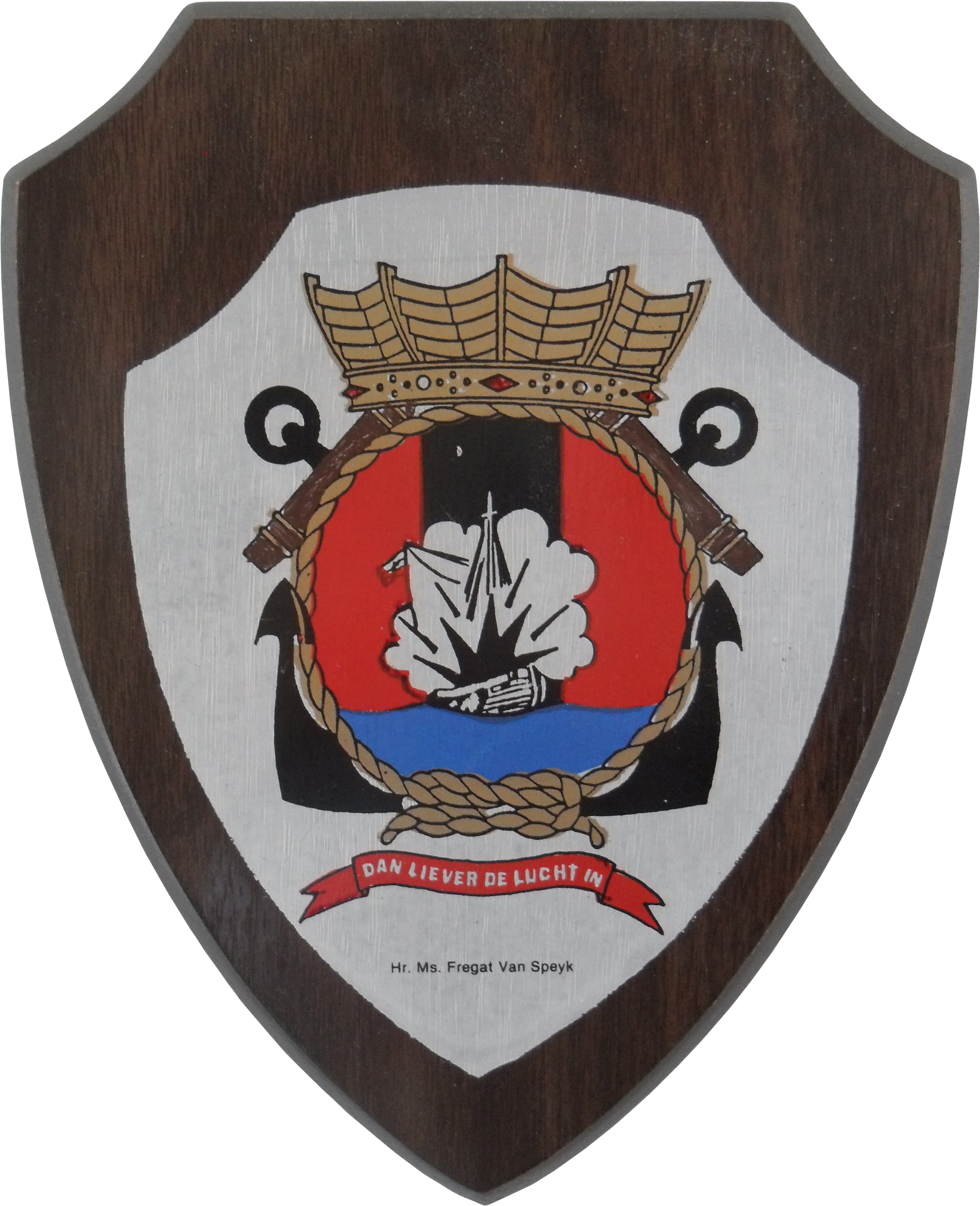
Wapenschild Hr. Ms. Fregat Van Speyk

De Hr.Ms. Van Speijk (K 3, N 5, F 805) was een fregat van de Koninklijke Marine, in dienst van 1946 tot 1960. De Van Speijk was in 1939 op stapel gezet als een kanonneerboot van de K-klasse bij de Rotterdamse scheepswerf P. Smit Jr. De bestelling van deze serie van 7 kanonneerboten was een direct gevolg van de ervaringen opgedaan tijdens de Spaanse Burgeroorlog, toen bleek dat de Koninklijke Marine een tekort had aan schepen voor het escorteren van koopvaardijschepen. De schepen van de K-klasse waren speciaal ontworpen voor escortediensten in de kustwateren.

## De K3 in Duitse dienst
Tijdens de Duitse aanval op Nederland in 1940 was het schip nog in aanbouw en werd door de Duitse Kriegsmarine overgenomen. Het schip werd voorzien van Duits luchtafweergeschut en mijnenrails en in 1942 door de Duitsers in dienst gesteld als de K3. Het schip werd door de Kriegsmarine ingezet als mijnenlegger en escortevaartuig op de Noordzee en het Kattegat. Aan het einde van de oorlog werd het onbeschadigd teruggevonden in Horten in Noorwegen.

## De Van Speijk na de Tweede Wereldoorlog
Na de Tweede Wereldoorlog werd het schip gemoderniseerd en aangepast op de Rijkswerf in Amsterdam, waarna het op 18 juni 1946 als fregat in dienst werd gesteld bij de Koninklijke Marine als de Hr. Ms. Van Speijk (naamsein N 5, vanaf 1953 F 805). Het was het vierde marineschip dat genoemd werd naar de zeeheld Jan van Speijk. In 1950 kreeg de Van Speijk nieuwe bewapening en in 1953 nieuwe motoren, de Sulzer dieselmotoren van de duikboot Hr. Ms. O 23. De Van Speijk diende voornamelijk in het Caraïbisch gebied. De Van Speijk werd op 14 juni 1960 buiten dienst gesteld en voor de sloop verkocht.

## Weblinks
- K3 op www.netherlandsnavy.nl
- K 3 op www.german-navy.de
- Ontwerptekening K 3